# Kawakita
Kawakita (Japans: 川北町, -machi) is een gemeente in het district Nomi, van de prefectuur Ishikawa, Japan.
In 2003 telde de gemeente 5387 inwoners. De bevolkingsdichtheid bedraagt 364,97 inw./km². De oppervlakte van de gemeente is 14,76 km².